# Liste des bornes de la voie de la 2e DB
Cette page est une annexe de l'article « Voie de la 2e DB ».
Cette liste non exhaustive recense les bornes de la voie de la 2e DB, mémoriaux de guerre retraçant l'itinéraire suivi par la 2e division blindée du général Leclerc lors de la Libération de la France.
Ces bornes reprennent le style des bornes de la voie de la Liberté, certaines reprennent même l'inscription « Voie de la Liberté 1944 » sur l'une de leurs faces.

## Liste
| Km.                                                            | Image                                                      | Commune                                                    | Voie                                                                                 | Localisation                                               | Inscription avant                                          | Inscription gauche                                                  | Inscription droite                                                  | Remarques                                                                         |
| Itinéraire en France                                           | Itinéraire en France                                       | Itinéraire en France                                       | Itinéraire en France                                                                 | Itinéraire en France                                       | Itinéraire en France                                       | Itinéraire en France                                                | Itinéraire en France                                                | Itinéraire en France                                                              |
| Sur l'axe de Saint-Martin-de-Varreville à Strasbourg [ 2 ]     | Sur l'axe de Saint-Martin-de-Varreville à Strasbourg [ 2 ] | Sur l'axe de Saint-Martin-de-Varreville à Strasbourg [ 2 ] | Sur l'axe de Saint-Martin-de-Varreville à Strasbourg [ 2 ]                           | Sur l'axe de Saint-Martin-de-Varreville à Strasbourg [ 2 ] | Sur l'axe de Saint-Martin-de-Varreville à Strasbourg [ 2 ] | Sur l'axe de Saint-Martin-de-Varreville à Strasbourg [ 2 ]          | Sur l'axe de Saint-Martin-de-Varreville à Strasbourg [ 2 ]          | Sur l'axe de Saint-Martin-de-Varreville à Strasbourg [ 2 ]                        |
| -------------------------------------------------------------- | ---------------------------------------------------------- | ---------------------------------------------------------- | ------------------------------------------------------------------------------------ | ---------------------------------------------------------- | ---------------------------------------------------------- | ------------------------------------------------------------------- | ------------------------------------------------------------------- | --------------------------------------------------------------------------------- |
| 0                                                              | Borne du serment de Koufra à Utah Beach (50)               | Saint-Martin-de-Varreville                                 | D 421 Plage d'Utah                                                                   | 49° 26′ 38″ N, 1° 12′ 33″ O                                | VOIE DE LA 2ème DB 1944-1945                               | SAINT MARTIN DE VARREVILLE — STRASBOURG                             | FRANCE BORNE no 1 DU SERMENT DE KOUFRA                              | Inaugurée le 25 juillet 2004.                                                     |
| 29                                                             |                                                            | Saint-Sauveur-le-Vicomte                                   | D 2 Entrée de la commune avant le pont de la Douve                                   | 49° 23′ 14″ N, 1° 31′ 30″ O                                | VOIE DE LA 2ème DB 1944-1945                               | SAINT MARTIN DE VARREVILLE — SAINT SAUVEUR LE VICOMTE 29 Km         | BORNE DU SERMENT DE KOUFRA                                          | Inaugurée le 8 mai 2023.                                                          |
| 43                                                             |                                                            | Vesly                                                      | Intersection D 142 - D 342                                                           | 49° 15′ 13″ N, 1° 30′ 22″ O                                | VOIE DE LA 2ème DB 1944-1945                               | SAINT MARTIN DE VARREVILLE — VESLY 43 Km                            | BORNE DU SERMENT DE KOUFRA                                          | Inaugurée le 5 septembre 2010.                                                    |
| 45                                                             |                                                            | La Haye-du-Puits                                           | D 900 Ancien tracé de la N 800                                                       | 49° 17′ 03″ N, 1° 32′ 31″ O                                | VOIE DE LA 2ème DB 1944-1945                               |                                                                     |                                                                     | Inaugurée le 11 novembre 2016.                                                    |
| 52                                                             |                                                            | Lessay                                                     | D 900 Ancien tracé de la N 800                                                       | 49° 13′ 19″ N, 1° 31′ 56″ O                                | VOIE DE LA 2ème DB 1944-1945                               | SAINT MARTIN DE VARREVILLE — LESSAY 52 Km                           | BORNE DU SERMENT DE KOUFRA                                          | Inaugurée le 8 novembre 2015.                                                     |
| 128                                                            |                                                            | Avranches                                                  | Place Patton                                                                         | 48° 40′ 55″ N, 1° 21′ 21″ O                                | VOIE DE LA 2ème DB 1944-1945                               | SAINT MARTIN DE VARREVILLE — AVRANCHES 128 Km                       | BORNE DU SERMENT DE KOUFRA                                          | Inaugurée le 31 juillet 2019.                                                     |
| 152                                                            |                                                            | Saint-James                                                | D 30 place Saint-Léonard                                                             | 48° 31′ 26″ N, 1° 19′ 30″ O                                | VOIE DE LA 2ème DB 1944-1945                               | SAINT MARTIN DE VARREVILLE — SAINT JAMES 152 Km                     | BORNE DU SERMENT DE KOUFRA                                          | Inaugurée le 28 mai 2017.                                                         |
| 222                                                            | Borne du serment de Koufra à Laval (53)                    | Laval                                                      | Château du Bois Gamats                                                               | 48° 03′ 04″ N, 0° 45′ 30″ O                                | VOIE DE LA 2ème DB 1944-1945                               | SAINT MARTIN DE VARREVILLE — LAVAL 222 Km                           | BORNE / DU SERMENT / DE KOUFRA                                      | Inaugurée le 5 septembre 2015.                                                    |
| 233                                                            | Borne du serment de Koufra à Domalain (35)                 | Domalain                                                   | D 106 18 rue du Général-Leclerc                                                      | 47° 59′ 39″ N, 1° 14′ 26″ O                                | VOIE DE LA 2ème DB 1944-1945                               | SAINT MARTIN DE VARREVILLE — DOMALAIN 233 Km                        | BORNE DU SERMENT DE KOUFRA                                          | Inaugurée le 17 septembre 2012.                                                   |
| 257                                                            |                                                            | Cossé-en-Champagne                                         | D 130 19 route de Plaisance                                                          | 47° 57′ 48″ N, 0° 20′ 13″ O                                | VOIE DE LA 2ème DB 1944-1945                               | SAINT MARTIN DE VARREVILLE — COSSÉ EN CHAMPAGNE 257 Km              | BORNE DU SERMENT DE KOUFRA                                          | Inaugurée le 14 septembre 2013.                                                   |
| 266                                                            |                                                            | Château-Gontier                                            | Square du Frome                                                                      | 47° 49′ 26″ N, 0° 42′ 15″ O                                | VOIE DE LA 2ème DB 1944-1945                               | SAINT MARTIN DE VARREVILLE — CHÂTEAU-GONTIER 266 Km                 | BORNE DU SERMENT DE KOUFRA                                          | Inaugurée le 26 avril 2015.                                                       |
| 277                                                            |                                                            | Limours-en-Hurepoix                                        | D 988 Ancien tracé de la N 188 Rond-point du Chat-noir                               | 48° 39′ 08″ N, 2° 04′ 26″ E                                | VOIE DE LA 2ème DB 1944-1945                               | SAINT MARTIN DE VARREVILLE — LIMOURS EN HUREPOIX 277 Km             | BORNE DU SERMENT DE KOUFRA                                          | Inaugurée le 24 août 2014.                                                        |
| 277                                                            |                                                            | Mézières-sur-Ponthouin                                     | D 6                                                                                  | 48° 10′ 58″ N, 0° 18′ 08″ E                                | VOIE DE LA 2ème DB 1944-1945                               | SAINT MARTIN DE VARREVILLE — MÉZIÈRES SUR PONTHOUIN 277 Km          | BORNE DU SERMENT DE KOUFRA                                          | Inaugurée le 10 août 2010, à proximité du char mémorial.                          |
| 313                                                            |                                                            | La Guierche                                                | D 47 4 rue du Mans                                                                   | 48° 06′ 47″ N, 0° 11′ 39″ E                                | VOIE DE LA 2ème DB 1944-1945                               | SAINT MARTIN DE VARREVILLE — LA GUIERCHE 313 Km                     | BORNE DU SERMENT DE KOUFRA                                          | Inaugurée le 4 mai 2013.                                                          |
| 325                                                            | Borne du serment de Koufra à Saint-Marceau (72)            | Saint-Marceau                                              | D 338 Ancien tracé de la N 138                                                       | 48° 10′ 57″ N, 0° 07′ 46″ E                                | VOIE DE LA 2ème DB 1944-1945                               | SAINT MARTIN DE VARREVILLE — SAINT-MARCEAU 325 Km                   | BORNE DU SERMENT DE KOUFRA                                          | Inaugurée le 3 octobre 2015.                                                      |
| 350                                                            |                                                            | Vieux-Pont                                                 | Intersection D 48-Route de la Ligne                                                  | 48° 39′ 00″ N, 0° 08′ 39″ O                                | VOIE DE LA 2ème DB 1944-1945                               | SAINT MARTIN DE VARREVILLE — VIEUX PONT 350 Km                      | BORNE DU SERMENT DE KOUFRA                                          | Inaugurée le 15 août 2016.                                                        |
| 345                                                            |                                                            | Ancinnes                                                   | D 19                                                                                 | 48° 22′ 04″ N, 0° 10′ 39″ E                                | VOIE DE LA 2ème DB 1944-1945                               |                                                                     |                                                                     |                                                                                   |
| 354                                                            |                                                            | Alençon                                                    | 5 rue Maréchal-de-Lattre-de-Tassigny, face au PC du général Leclerc                  | 48° 25′ 42″ N, 0° 05′ 18″ E                                | VOIE DE LA 2ème DB 1944-1945                               | SAINT MARTIN DE VARREVILLE — ALENÇON 354 Km                         | BORNE DU SERMENT DE KOUFRA                                          | Inaugurée le 12 août 2012, déplacée.                                              |
| 384                                                            |                                                            | Chahains                                                   | D 908 Ancien tracé de la N 808                                                       | 48° 33′ 54″ N, 0° 07′ 07″ O                                | VOIE DE LA 2ème DB 1944-1945                               | SAINT MARTIN DE VARREVILLE — CHAHAINS 384 Km                        | BORNE DU SERMENT DE KOUFRA                                          | Inaugurée le 13 août 2014.                                                        |
| 391                                                            |                                                            | Saint-Christophe-le-Jajolet                                | D 745                                                                                | 48° 38′ 59″ N, 0° 01′ 18″ E                                | VOIE DE LA 2ème DB 1944-1945                               | SAINT MARTIN DE VARREVILLE — SAINT CHRISTOPHE LE JAJOLET 391 Km     | BORNE DU SERMENT DE KOUFRA                                          | Inaugurée le 17 août 2014, à côté du char Keren                                   |
| 411                                                            | Borne du serment de Koufra à Fleuré (61)                   | Fleuré                                                     | D 2                                                                                  | 48° 41′ 53″ N, 0° 03′ 23″ O                                | VOIE DE LA 2ème DB 1944-1945                               | SAINT MARTIN DE VARREVILLE — FLEURÉ 411 Km                          | BORNE DU SERMENT DE KOUFRA                                          | Inaugurée le 24 novembre 2013.                                                    |
| 458                                                            | Borne du serment de Koufra à Toussus-le-Noble (78)         | Toussus-le-Noble                                           | Place du maréchal Leclerc de Hautecloque                                             | 48° 44′ 45″ N, 2° 06′ 50″ E                                | VOIE DE LA LIBERTE 1944                                    |                                                                     | BORNE / DU SERMENT / DE KOUFRA                                      | Inaugurée le 8 mai 2011.                                                          |
| 501                                                            |                                                            | Rambouillet                                                | Rond-point du 23-août-1944 Ancien tracé de la N 10                                   | 48° 39′ 03″ N, 1° 49′ 51″ E                                | VOIE DE LA 2ème DB 1944-1945                               | SAINT MARTIN DE VARREVILLE — RAMBOUILLET 501 Km                     | BORNE DU SERMENT DE KOUFRA                                          | Inaugurée le 23 août 2013.                                                        |
| 513                                                            | Borne du serment de Koufra à Épinay-sur-Orge (91)          | Épinay-sur-Orge                                            | Place du 8 mai                                                                       | 48° 40′ 26″ N, 2° 19′ 26″ E                                | VOIE DE LA 2ème DB 1944-1945                               | SAINT MARTIN / DE VARREVILLE / — / ÉPINAY / SUR ORGE / 513 Km       | BORNE DU SERMENT DE KOUFRA                                          | Inaugurée le 24 août 2019.                                                        |
| 525                                                            |                                                            | Voisins-le-Bretonneux                                      | 2 rue aux fleurs                                                                     | 48° 45′ 29″ N, 2° 03′ 02″ E                                | VOIE DE LA 2ème DB 1944-1945                               | SAINT MARTIN DE VARREVILLE — VOISINS LE BRETONNEUX 525 Km           | BORNE DU SERMENT DE KOUFRA                                          | Inaugurée le 24 août 2012.                                                        |
| 529                                                            |                                                            | Guyancourt                                                 | Intersection Rue de Dampierre - Rond-point du Préfet-Claude-Érignac                  | 48° 46′ 08″ N, 2° 04′ 30″ E                                | VOIE DE LA 2ème DB 1944-1945                               | SAINT MARTIN DE VARREVILLE — GUYANCOURT 529 Km                      | BORNE DU SERMENT DE KOUFRA                                          | Inaugurée le 21 septembre 2014.                                                   |
| 534                                                            |                                                            | Saint-Aubin                                                | D 306 Route de Belle-Image                                                           | 48° 42′ 48″ N, 2° 08′ 46″ E                                | VOIE DE LA 2ème DB 1944-1945                               | SAINT MARTIN / DE VARREVILLE / — / SAINT AUBIN / 534 / Km           | BORNE DU SERMENT DE KOUFRA                                          | Inaugurée le 24 août 2013, déplacée.                                              |
| 535                                                            |                                                            | Les Loges-en-Josas                                         | Intersection Rue de la Division-Leclerc Rue de la Croix-Blanche                      | 48° 45′ 45″ N, 2° 08′ 06″ E                                | VOIE DE LA 2ème DB 1944-1945                               | SAINT MARTIN DE VARREVILLE — LES LOGES EN JOSAS 535 Km              | BORNE DU SERMENT DE KOUFRA                                          | Inaugurée le 8 mai 2019.                                                          |
| 538                                                            | Borne du serment de Koufra à Versailles (78)               | Versailles                                                 | D 10 Ancien tracé de la N 10                                                         | 48° 48′ 06″ N, 2° 07′ 48″ E                                | VOIE DE LA 2ème DB 1944-1945                               | SAINT MARTIN / DE VARREVILLE / — / VERSAILLES / 538 Km              | BORNE DU SERMENT DE KOUFRA                                          | Inaugurée le 20 septembre 2014.                                                   |
| 540                                                            |                                                            | Bures-sur-Yvette                                           | D 988 Ancien tracé de la N 188 74 route de Chartres                                  | 48° 41′ 40″ N, 2° 09′ 50″ E                                | VOIE DE LA 2ème DB 1944-1945                               | SAINT MARTIN DE VARREVILLE — BURES SUR YVETTE 540 Km                | BORNE DU SERMENT DE KOUFRA                                          | Inaugurée le 24 août 2013.                                                        |
| 540                                                            | Borne du serment de Koufra à Saint-Cyr-l'École (78)        | Saint-Cyr-l'École                                          | D 10 Ancien tracé de la N 10                                                         | 48° 47′ 59″ N, 2° 04′ 12″ E                                | VOIE DE LA 2ème DB 1944-1945                               | SAINT MARTIN / DE VARREVILLE / — / SAINT CYR / L'ECOLE / 540 Km     | BORNE DU SERMENT DE KOUFRA                                          | Inaugurée le 8 mai 2017.                                                          |
| 542                                                            | Borne du serment de Koufra à Longjumeau (91)               | Longjumeau                                                 | D 217 Ancien tracé de la N 20 3 rue de la Libération                                 | 48° 41′ 16″ N, 2° 17′ 14″ E                                | VOIE DE LA 2ème DB 1944-1945                               | SAINT MARTIN / DE VARREVILLE / — / LONGJUMEAU / 542 / Km            | BORNE / DU SERMENT / DE KOUFRA                                      | Inaugurée le 24 août 2012.                                                        |
| 543                                                            |                                                            | Vélizy-Villacoublay                                        | Intersection Rue de la Division-Leclerc Avenue de Picardie                           | 48° 47′ 06″ N, 2° 10′ 10″ E                                | VOIE DE LA 2ème DB 1944-1945                               | SAINT MARTIN DE VARREVILLE — VELIZY VILLACOUBLAY 535 Km             | BORNE DU SERMENT DE KOUFRA                                          | Inaugurée le 8 mai 2019.                                                          |
| 547                                                            | Borne du serment de Koufra à Massy (91)                    | Massy                                                      | Intersection D 120 - Rue de Longjumeau                                               | 48° 43′ 35″ N, 2° 16′ 52″ E                                | VOIE DE LA 2ème DB 1944-1945                               | SAINT MARTIN / DE VARREVILLE / — / MASSY / 547 Km                   | BORNE / DU SERMENT / DE KOUFRA                                      | Inaugurée le 24 août 2012.                                                        |
| 550                                                            | Borne du serment de Koufra à Clamart (92)                  | Clamart                                                    | Intersection D 906 Ancien tracé de la N 306 Rond-point de la Division-Leclerc        | 48° 47′ 40″ N, 2° 16′ 19″ E                                | VOIE DE LA 2ème DB 1944-1945                               | SAINT MARTIN / DE VARREVILLE / — / CLAMART / 550 Km                 | BORNE / DU SERMENT / DE KOUFRA                                      | Inaugurée le 24 août 2014.                                                        |
| 552                                                            | Borne du serment de Koufra à Antony (92)                   | Antony                                                     | D 920 Ancien tracé de la N 20 Avenue de la Division-Leclerc                          | 48° 44′ 59″ N, 2° 18′ 16″ E                                | VOIE DE LA 2ème DB 1944-1945                               | SAINT MARTIN DE VARREVILLE — ANTONY 552 Km                          | BORNE DU SERMENT DE KOUFRA                                          | Inaugurée le 24 août 2016.                                                        |
| 556                                                            | Borne du serment de Koufra à Rungis (94)                   | Rungis                                                     | 5 voie des Jumeaux                                                                   | 48° 44′ 47″ N, 2° 20′ 41″ E                                |                                                            | SAINT MARTIN / DE VARREVILLE / — / RUNGIS / 556 Km                  | BORNE DU SERMENT DE KOUFRA                                          | Inaugurée le 24 août 2014.                                                        |
| 560                                                            |                                                            | Boulogne-Billancourt                                       | D 910 Ancien tracé de la N 10 Rond-point du Pont-de-Sèvres                           | 48° 49′ 47″ N, 2° 13′ 45″ E                                | VOIE DE LA 2ème DB 1944-1945                               | SAINT MARTIN DE VARREVILLE — BOULOGNE-BILLANCOURT 560 Km            | BORNE DU SERMENT DE KOUFRA                                          | Inaugurée le 28 novembre 2014.                                                    |
| 562                                                            |                                                            | Bourg-la-Reine                                             | D 920 Ancien tracé de la N 20 165 avenue du Général-Leclerc                          | 48° 46′ 26″ N, 2° 18′ 48″ E                                | VOIE DE LA 2ème DB 1944-1945                               | SAINT MARTIN DE VARREVILLE — BOURG-LA-REINE 562 Km                  | BORNE DU SERMENT DE KOUFRA                                          | Inaugurée le 9 mai 2015.                                                          |
| 562                                                            | Borne du serment de Koufra à Paris (75)                    | Paris                                                      | 4 avenue du Colonel-Henri-Rol-Tanguy Dans la cour du musée de la Libération de Paris | 48° 50′ 02″ N, 2° 19′ 54″ E                                | VOIE DE LA / 2ème DB / 1944-1945                           | SAINT MARTIN / DE VARREVILLE / — / PARIS / 562 Km                   | BORNE / DU SERMENT / DE KOUFRA                                      | Inaugurée le 25 août 2014. Déplacée en 2019.                                      |
| 575                                                            |                                                            | Le Bourget                                                 | D 932 Ancien tracé de la N 2 à l’entrée du square Charles-de-Gaulle                  | 48° 56′ 11″ N, 2° 25′ 40″ E                                | VOIE DE LA 2ème DB 1944-1945                               | SAINT MARTIN DE VARREVILLE — LE BOURGET 575 Km                      | BORNE DU SERMENT DE KOUFRA                                          | Inaugurée le 27 août 2022.                                                        |
| 587                                                            | Borne du serment de Koufra à Arpajon (91)                  | Arpajon                                                    | D 449 Ancien tracé de la N 449 17 avenue de la Division-Leclerc                      | 48° 35′ 44″ N, 2° 14′ 47″ E                                | VOIE DE LA 2ème DB 1944-1945                               | SAINT MARTIN DE VARREVILLE — ARPAJON 587 Km                         | BORNE DU SERMENT DE KOUFRA                                          | Inaugurée le 22 août 2015.                                                        |
| 616                                                            |                                                            | Nod-sur-Seine                                              | D 971 Ancien tracé de la N 71 Route de la Jonction                                   | 47° 46′ 04″ N, 4° 34′ 14″ E                                | VOIE DE LA 2ème DB 1944-1945                               | SAINT MARTIN DE VARREVILLE — NOD SUR SEINE 616 Km                   | BORNE DU SERMENT DE KOUFRA                                          | Inaugurée le 14 septembre 2013 au point de jonction de la 2e DB et de la 1re DFL. |
| 617                                                            |                                                            | Ville-sur-Illon                                            | Rue du char Champagne                                                                | 48° 10′ 33″ N, 6° 12′ 26″ E                                | VOIE DE LA 2ème DB 1944-1945                               | SAINT MARTIN DE VARREVILLE — VILLE s/ ILLON 617 Km                  | BORNE DU SERMENT DE KOUFRA                                          | Inaugurée le 15 septembre 2013, à côté du char Champagne.                         |
| 618                                                            | Borne du serment de Koufra à Andelot (52)                  | Andelot                                                    | D 674 Ancien tracé de la N 65 Rue de la Division-Leclerc                             | 48° 14′ 39″ N, 5° 18′ 25″ E                                | VOIE DE LA / 2ème DB / 1944-1945                           | SAINT MARTIN / DE VARREVILLE / — / STRASBOURG                       | FRANCE / BORNE n° 2 / DU SERMENT / DE KOUFRA / - / ANDELOT / KM 618 | Inaugurée en 2006, à côté du l'obusier Édith.                                     |
| 686                                                            | Borne du serment de Koufra à Fleurigny (89)                | Fleurigny                                                  | D 25                                                                                 | 48° 17′ 33″ N, 3° 22′ 02″ E                                | VOIE DE LA 2ème DB 1944-1945                               | SAINT MARTIN / DE VARREVILLE / — / FLEURIGNY / 686 Km               | BORNE / DU SERMENT / DE KOUFRA                                      | Inaugurée le 8 septembre 2013.                                                    |
| 753                                                            | Borne du serment de Koufra à Lusigny-sur-Barse (10)        | Lusigny-sur-Barse                                          | D 1 Place de l'Europe                                                                | 48° 15′ 15″ N, 4° 16′ 01″ E                                | VOIE DE LA / 2ème DB / 1944-1945                           | SAINT MARTIN / DE VARREVILLE / — / LUSIGNY / SUR BARSE / 753 Km     |                                                                     | Inaugurée le 16 mai 2016.                                                         |
| 863                                                            | Borne du serment de Koufra à Baccarat (54)                 | Baccarat                                                   | 13 rue du Général-Rouvillois                                                         | 48° 27′ 06″ N, 6° 44′ 39″ E                                | VOIE DE LA 2ème DB 1944-1945                               | SAINT MARTIN DE VARREVILLE — BACCARAT 863 Km                        | BORNE DU SERMENT DE KOUFRA                                          | Inaugurée le 30 octobre 2011.                                                     |
| 880                                                            | Borne du serment de Koufra à Badonviller (54)              | Badonviller                                                | D 992 Avenue de la Division-Leclerc                                                  | 48° 29′ 52″ N, 6° 53′ 25″ E                                | VOIE / DE LA / LIBERTE / 1944                              | SAINT MARTIN / DE VARREVILLE / — / BADONVILLER / 880 Km             | BORNE / DU SERMENT / DE KOUFRA                                      | Inaugurée le 17 novembre 2010.                                                    |
| 887                                                            |                                                            | Escles                                                     | D 3                                                                                  | 48° 07′ 43″ N, 6° 10′ 54″ E                                | VOIE DE LA 2ème DB 1944-1945                               | SAINT MARTIN DE VARREVILLE — ESCLES 887 Km                          | BORNE DU SERMENT DE KOUFRA                                          | Inaugurée le 12 septembre 2019.                                                   |
| 894                                                            |                                                            | Vittel                                                     | D 229 Ancien tracé de la N 429 Avenue Georges-Clemenceau                             | 48° 11′ 54″ N, 5° 56′ 22″ E                                | VOIE DE LA 2ème DB 1944-1945                               | SAINT MARTIN DE VARREVILLE — VITTEL 894 Km                          | BORNE DU SERMENT DE KOUFRA                                          | Inaugurée le 12 septembre 2015.                                                   |
| 900                                                            |                                                            | Darney                                                     | IntersectionD 460 Ancien tracé de la N 460 -Rue du 8-mai-1945                        | 48° 05′ 20″ N, 6° 03′ 02″ E                                | VOIE DE LA 2ème DB 1944-1945                               | SAINT MARTIN DE VARREVILLE — DARNEY 900 Km                          | BORNE DU SERMENT DE KOUFRA                                          | Inaugurée le 14 septembre 2013.                                                   |
| 915                                                            |                                                            | Hymont                                                     | D 429 Ancien tracé de la N 429                                                       | 48° 16′ 07″ N, 6° 08′ 27″ E                                | VOIE DE LA 2ème DB 1944-1945                               | SAINT MARTIN DE VARREVILLE — HYMONT 915 Km                          | BORNE DU SERMENT DE KOUFRA                                          | Inaugurée le 13 septembre 2019.                                                   |
| 920                                                            |                                                            | Madonne-et-Lamerey                                         | D 266 Ancien tracé de la N 66                                                        | 48° 13′ 14″ N, 6° 14′ 39″ E                                | VOIE DE LA 2ème DB 1944-1945                               | SAINT MARTIN DE VARREVILLE — MADONNE et LAMEREY 920 Km              | BORNE DU SERMENT DE KOUFRA                                          | Inaugurée le 16 septembre 2012, devant le char Corse.                             |
| 931                                                            |                                                            | Bouxières-aux-Bois                                         | 259, rue des Trois-Hêtres                                                            | 48° 15′ 48″ N, 6° 18′ 35″ E                                | VOIE DE LA 2ème DB 1944-1945                               | SAINT MARTIN DE VARREVILLE — BOUXIERES AUX BOIS 931 Km              | BORNE DU SERMENT DE KOUFRA                                          | Inaugurée le 14 septembre 2013.                                                   |
| 939                                                            |                                                            | Nomexy et Châtel-sur-Moselle                               | D 6 Le Saulcy                                                                        | 48° 18′ 37″ N, 6° 23′ 16″ E                                | VOIE DE LA 2ème DB 1944-1945                               | SAINT MARTIN DE VARREVILLE — NOMEXY et CHÂTEL s/ MOSELLE 939 Km     | BORNE DU SERMENT DE KOUFRA                                          | Inaugurée le 15 février 2012.                                                     |
| 966                                                            | Borne du serment de Koufra à Gerbéviller (54)              | Gerbéviller - Moyen                                        | Croisement D 144-D 914                                                               | 48° 29′ 52″ N, 6° 30′ 42″ E                                |                                                            | SAINT MARTIN / DE VARREVILLE / — / GERBÉVILLER / 966 Km             | BORNE / DU SERMENT / DE KOUFRA                                      | Inaugurée le 8 mai 2013.                                                          |
| 971                                                            |                                                            | Chenevières                                                |                                                                                      |                                                            |                                                            |                                                                     |                                                                     |                                                                                   |
| 973                                                            |                                                            | Fontenoy-la-Joûte                                          | D 22 Rue de la Division-Leclerc                                                      | 48° 27′ 19″ N, 6° 39′ 38″ E                                | VOIE DE LA 2ème DB 1944-1945                               | SAINT MARTIN DE VARREVILLE — FONTENOY LA JOUTE 973 Km               | BORNE DU SERMENT DE KOUFRA                                          | Inaugurée le 2 novembre 2014.                                                     |
| 973                                                            |                                                            | Glonville                                                  | D 22 Route d'Azerailles                                                              | 48° 28′ 31″ N, 6° 41′ 37″ E                                | VOIE DE LA 2ème DB 1944-1945                               | SAINT MARTIN DE VARREVILLE — GLONVILLE 973 Km                       | BORNE DU SERMENT DE KOUFRA                                          | Inaugurée le 31 octobre 2015.                                                     |
| 973                                                            |                                                            | Vathiménil                                                 | D 150                                                                                | 48° 30′ 29″ N, 6° 37′ 32″ E                                | VOIE DE LA 2ème DB 1944-1945                               | SAINT MARTIN DE VARREVILLE — VATHIMENIL 973 Km                      | BORNE DU SERMENT DE KOUFRA                                          | Inaugurée le 24 septembre 2016.                                                   |
| 978                                                            |                                                            | Ménil-Flin                                                 |                                                                                      |                                                            |                                                            |                                                                     |                                                                     |                                                                                   |
| 979                                                            | Borne du serment de Koufra à Azerailles (54)               | Azerailles                                                 | D 590 Ancien tracé de la N 59 Rue Général-Leclerc                                    | 48° 29′ 15″ N, 6° 41′ 43″ E                                | VOIE DE LA 2ème DB 1944-1945                               | SAINT MARTIN DE VARREVILLE — AZERAILLES 979 Km                      | BORNE DU SERMENT DE KOUFRA                                          | Inaugurée le 2 novembre 2014.                                                     |
| 982                                                            |                                                            | Gélacourt                                                  | D 19                                                                                 | 48° 28′ 54″ N, 6° 43′ 59″ E                                | VOIE DE LA 2ème DB 1944-1945                               | SAINT MARTIN DE VARREVILLE — GELACOURT 982 Km                       | BORNE DU SERMENT DE KOUFRA                                          | Inaugurée le 2 novembre 2014.                                                     |
| 983                                                            |                                                            | Hablainville                                               | Rue du Mont                                                                          |                                                            | VOIE DE LA 2ème DB 1944-1945                               | SAINT MARTIN DE VARREVILLE — HABLAINVILLE 983 Km                    | BORNE DU SERMENT DE KOUFRA                                          | Inaugurée le 31 octobre 2015.                                                     |
| 985                                                            |                                                            | Brouville                                                  | D 166                                                                                | 48° 29′ 51″ N, 6° 45′ 03″ E                                | VOIE DE LA 2ème DB 1944-1945                               | SAINT MARTIN DE VARREVILLE — BROUVILLE 985 Km                       | BORNE DU SERMENT DE KOUFRA                                          | Inaugurée le 30 octobre 2021.                                                     |
| 988                                                            | Borne du serment de Koufra à Strasbourg (67)               | Strasbourg                                                 | Route du Rhin                                                                        | 48° 34′ 22″ N, 7° 47′ 46″ E                                | VOIE DE LA LIBERTE 1944                                    | SAINT MARTIN / DE VARREVILLE / — / STRASBOURG / 988 Km              | Tissu est dans iode BORNE DU SERMENT DE KOUFRA                      | Inaugurée le 20 novembre 2010, à côté du char Cherbourg.                          |
| 994                                                            | Borne du serment de Koufra à Herbéviller (54)              | Herbéviller                                                | D 400 Ancien tracé de la N 4                                                         | 48° 33′ 27″ N, 6° 45′ 19″ E                                | VOIE DE LA 2ème DB 1944-1945                               | SAINT MARTIN / DE VARREVILLE / — / HERBÉVILLER / 994 Km             | BORNE / DU SERMENT / DE KOUFRA                                      | Inaugurée le 2 novembre 2014.                                                     |
| 1007                                                           |                                                            | Cirey-sur-Vezouze                                          | D 8 30 rue Joffre                                                                    | 48° 34′ 48″ N, 6° 56′ 43″ E                                | VOIE DE LA 2ème DB 1944-1945                               | SAINT MARTIN DE VARREVILLE — CIREY SUR VEZOUZE 1007 Km              | BORNE DU SERMENT DE KOUFRA                                          | Inaugurée le 19 novembre 2019.                                                    |
| 1032                                                           |                                                            | Langatte                                                   | D 89                                                                                 | 48° 45′ 23″ N, 6° 58′ 51″ E                                | VOIE DE LA 2ème DB 1944-1945                               | SAINT MARTIN DE VARREVILLE — LANGATTE 1032 Km                       | BORNE DU SERMENT DE KOUFRA                                          | Inaugurée le 25 novembre 2017.                                                    |
| 1038                                                           | Borne du serment de Koufra à Schneckenbusch-Buhl (57)      | Schneckenbusch                                             | 74-73 route de Hesse                                                                 | 48° 42′ 24″ N, 7° 04′ 39″ E                                | VOIE DE LA 2ème DB 1944-1945                               | SAINT MARTIN / DE VARREVILLE / — / SCHNECKENBUSCH / -BUHL / 1038 Km | BORNE DU SERMENT DE KOUFRA                                          | Inaugurée le 21 novembre 2014.                                                    |
| 1039                                                           | Borne du serment de Koufra à Sarrebourg (57)               | Sarrebourg                                                 | Intersection D 96H Ancien tracé de la N 4 -Rue de la Division-Leclerc                | 48° 44′ 03″ N, 7° 03′ 35″ E                                |                                                            | SAINT MARTIN / DE VARREVILLE / — / SARREBOURG / 1039 Km             | BORNE / DU SERMENT / DE KOUFRA                                      | Inaugurée le 20 novembre 2014.                                                    |
| 1047                                                           | Borne du serment de Koufra à Lixheim (57)                  | Lixheim                                                    | Intersection D 46-Rue des Jardins                                                    | 48° 46′ 32″ N, 7° 08′ 36″ E                                | VOIE DE LA 2ème DB 1944-1945                               | SAINT MARTIN / DE VARREVILLE / — / LIXHEIM / 1047 Km                | BORNE / DU SERMENT / DE KOUFRA                                      | Inaugurée le 19 novembre 2021.                                                    |
| 1052                                                           | Borne du serment de Koufra à Dabo (57)                     | Dabo                                                       | Intersection D 45-Route du sous-groupement Massu                                     | 48° 39′ 15″ N, 7° 14′ 11″ E                                |                                                            | SAINT MARTIN / DE VARREVILLE / — / DABO / 1052 Km                   | BORNE / DU SERMENT / DE KOUFRA                                      | Inaugurée le 19 novembre 2022.                                                    |
| 1057                                                           | Borne du serment de Koufra à Phalsbourg (57)               | Phalsbourg                                                 | D 604 Ancien tracé de la N 4                                                         | 48° 46′ 08″ N, 7° 14′ 26″ E                                | VOIE DE LA 2ème D.B. 1944-1945                             | SAINT MARTIN / DE VARREVILLE / — / PHALSBOURG / 1057 Km             | BORNE / DU SERMENT / DE KOUFRA                                      | Inaugurée le 23 novembre 2012, à côté du char Bourg-la-Reine.                     |
| 1057                                                           | Borne du serment de Koufra à Wangenbourg-Engenthal (67)    | Obersteigen, commune de Wangenbourg-Engenthal              | D 143 Route de Dabo                                                                  | 48° 38′ 31″ N, 7° 18′ 18″ E                                | VOIE DE LA 2ème DB 1944-1945                               | SAINT MARTIN / DE VARREVILLE / — / OBERSTEIGEN / 1057 Km            | BORNE / DU SERMENT / DE KOUFRA                                      | Inaugurée en novembre 2019.                                                       |
| 1067                                                           | Borne du serment de Koufra à Petersbach (67)               | Petersbach                                                 | D 9 Rue de la Division-Leclerc                                                       | 48° 52′ 09″ N, 7° 16′ 08″ E                                | VOIE DE LA 2ème D.B. 1944-1945                             | SAINT MARTIN / DE VARREVILLE / — / PETERSBACH / 1067 Km             | BORNE / DU SERMENT / DE KOUFRA                                      | Inaugurée le 19 novembre 2021.                                                    |
| 1067                                                           |                                                            | Schwenheim                                                 | D 229 - Route du sous-groupement Massu                                               | 48° 42′ 45″ N, 7° 24′ 44″ E                                | VOIE DE LA 2ème DB 1944-1945                               | SAINT MARTIN DE VARREVILLE — SCHWENHEIM 1067 Km                     | BORNE DU SERMENT DE KOUFRA                                          | Inaugurée le 22 novembre 2019.                                                    |
| 1071                                                           | Borne du serment de Koufra à La Petite-Pierre (67)         | La Petite-Pierre                                           | D 9 - Route du sous-groupement Rouvillois                                            | 48° 51′ 44″ N, 7° 19′ 09″ E                                | VOIE DE LA 2ème DB 1944-1945                               | SAINT MARTIN / DE VARREVILLE / — / LA PETITE PIERRE / 1071 Km       | BORNE / DU SERMENT / DE KOUFRA                                      | Inaugurée le 21 novembre 2014, déplacée.                                          |
| 1076                                                           | Borne du serment de Koufra à Saverne (67)                  | Saverne                                                    | D 171, 11 rue du Général-Leclerc                                                     | 48° 44′ 17″ N, 7° 21′ 32″ E                                | VOIE DE LA 2ème DB 1944-1945                               | SAINT MARTIN / DE VARREVILLE / —/ SAVERNE / 1076 Km                 | BORNE / DU SERMENT / DE KOUFRA                                      | Inaugurée le 22 novembre 2021.                                                    |
| 1077                                                           | Borne du serment de Koufra à Marmoutier (67)               | Marmoutier                                                 | D 229, rue du 22 novembre                                                            | 48° 41′ 18″ N, 7° 22′ 33″ E                                | VOIE DE LA 2ème DB 1944-1945                               | SAINT MARTIN / DE VARREVILLE / — / MARMOUTIER / 1077 Km             | BORNE / DU SERMENT / DE KOUFRA                                      | Inaugurée le 21 novembre 2015.                                                    |
| 1086                                                           |                                                            | Gerstheim                                                  | D 468, rue du Général de Gaulle                                                      | 48° 22′ 57″ N, 7° 41′ 51″ E                                | VOIE DE LA 2ème DB 1944-1945                               |                                                                     |                                                                     | Inaugurée le 30 novembre 2024                                                     |
| 1087                                                           | Borne du serment de Koufra à Saessolsheim (67)             | Saessolsheim                                               | D 230 14 route de Saverne                                                            | 48° 42′ 36″ N, 7° 30′ 37″ E                                | VOIE DE LA 2ème DB 1944-1945                               | SAINT MARTIN DE VARREVILLE — SAESSOLSHEIM 1087 Km                   | BORNE DU SERMENT DE KOUFRA                                          | Inaugurée le 19 novembre 2022.                                                    |
| 1091                                                           | Borne du serment de Koufra à Rauwiller (67)                | Rauwiller                                                  | D 1, 18 rue de Lixheim                                                               | 48° 48′ 40″ N, 7° 06′ 34″ E                                |                                                            | SAINT MARTIN / DE VARREVILLE / — / RAUWILLER / 1091 Km              | BORNE / DU SERMENT / DE KOUFRA                                      | Inaugurée le 20 novembre 2015.                                                    |
| 1093                                                           |                                                            | Dettwiller                                                 | D 232, rue du Général-Leclerc                                                        | 48° 45′ 40″ N, 7° 28′ 12″ E                                | VOIE DE LA 2ème DB 1944-1945                               | SAINT MARTIN DE VARREVILLE — DETTWILLER 1093 Km                     | BORNE DU SERMENT DE KOUFRA                                          | Inaugurée le 22 novembre 2021.                                                    |
| 1100                                                           |                                                            | Hochfelden                                                 | Place du Général-Koenig                                                              | 48° 45′ 29″ N, 7° 34′ 08″ E                                | VOIE DE LA 2ème DB 1944-1945                               | SAINT MARTIN DE VARREVILLE — HOCHFELDEN 1100 Km                     | BORNE DU SERMENT DE KOUFRA                                          | Inaugurée en 2021.                                                                |
| 1102                                                           | Borne du serment de Koufra à Schwindratzheim (67)          | Schwindratzheim                                            | Place de la mairie                                                                   | 48° 45′ 24″ N, 7° 36′ 00″ E                                | VOIE DE LA / 2ème DB / 1944-1945                           | SAINT MARTIN / DE VARREVILLE / — / SCHWINDRATZHEIM / 1102 Km        | BORNE / DU SERMENT / DE KOUFRA                                      | Inaugurée le 18 novembre 2023.                                                    |
| 1102                                                           | Borne du serment de Koufra à Stutzheim-Offenheim (67)      | Stutzheim-Offenheim                                        | D 41                                                                                 | 48° 37′ 41″ N, 7° 37′ 13″ E                                | VOIE DE LA 2ème DB 1944-1945                               | SAINT MARTIN / DE VARREVILLE / — / STUTZHEIM / -OFFENHEIM / 1102 Km | BORNE DU SERMENT DE KOUFRA                                          | Inaugurée le 10 novembre 2019.                                                    |
| 1105                                                           | Borne du serment de Koufra à Mommenheim (67)               | Mommenheim                                                 | Place du sous-groupement Rouvillois                                                  |                                                            | VOIE DE LA / 2ème DB / 1944-1945                           | SAINT MARTIN / DE VARREVILLE / — / MOMMENHEIM/ 1105 Km              | BORNE / DU SERMENT / DE KOUFRA                                      | Inaugurée le :                                                                    |
| Hors de l'axe de Saint-Martin-de-Varreville à Strasbourg [ 9 ] |                                                            |                                                            |                                                                                      |                                                            |                                                            |                                                                     |                                                                     |                                                                                   |
| non numérotée                                                  |                                                            | Grugé-l'Hôpital                                            | 5 rue de la Mairie                                                                   | 47° 45′ 01″ N, 1° 02′ 27″ O                                |                                                            |                                                                     |                                                                     | Inaugurée le 30 juin 2018, à côté du char Harstadt.                               |
| 1006                                                           |                                                            | Hindisheim                                                 | D 207                                                                                | 48° 27′ 52″ N, 7° 37′ 45″ E                                | VOIE DE LA 2ème DB 1944-1945                               | SAINT MARTIN DE VARREVILLE — HINDISHEIM 1006 Km                     | BORNE DU SERMENT DE KOUFRA                                          | Inaugurée le 8 mai 2023.                                                          |
| 1047                                                           |                                                            | Grussenheim                                                | D 208                                                                                | 48° 08′ 34″ N, 7° 29′ 14″ E                                | VOIE DE LA 2ème DB 1944-1945                               | SAINT MARTIN DE VARREVILLE — GRUSSENHEIM 1047 Km                    | BORNE DU SERMENT DE KOUFRA                                          | Inaugurée le 29 janvier 2012.                                                     |
| 1078                                                           | Borne du serment de Koufra à Erstein (67)                  | Erstein                                                    | Intersection D 288 Rue du 28 novembre                                                | 48° 25′ 44″ N, 7° 39′ 40″ E                                | VOIE DE LA 2ème DB 1944-1945                               | SAINT MARTIN / DE VARREVILLE / — / ERSTEIN / 1078 Km                | BORNE / DU SERMENT / DE KOUFRA                                      | Inaugurée le 28 novembre 2014.                                                    |
| 1222                                                           |                                                            | Friesenheim                                                | D 203                                                                                | 48° 18′ 43″ N, 7° 40′ 09″ E                                | VOIE DE LA 2ème DB 1944-1945                               | SAINT MARTIN DE VARREVILLE — FRIESENHEIM 1222 Km                    | BORNE DU SERMENT DE KOUFRA                                          | Inaugurée le 15 mai 2022.                                                         |
| 2052                                                           |                                                            | Royan                                                      | N 150 Rond-point Rhin-et-Danube                                                      | 45° 37′ 29″ N, 1° 00′ 08″ O                                | VOIE DE LA 2ème DB 1944-1945                               | SAINT MARTIN DE VARREVILLE — ROYAN 2052 Km                          | BORNE DU SERMENT DE KOUFRA                                          | Inaugurée le 8 mai 2016.                                                          |

 Voir sur l'ensemble des points sur Bing Maps.